# Дети Арбата
«Дети Арбата» — роман-трилогия (по другим соображениям — тетралогия) Анатолия Наумовича Рыбакова, одно из первых произведений о судьбе поколения 1930‑х годов в СССР.

## История создания и публикации
Над «Детьми Арбата» Анатолий Рыбаков начал работать в самом конце 1950‑х годов. Полностью роман был закончен только в 1983 году, а опубликован в 1987 году.
Анатолий Рыбаков вспоминал:
Над «Детьми Арбата» я начал работу в 1965 г. Впервые роман был анонсирован в журнале «Новый мир» в 1966 году. А. Т. Твардовский очень хотел его напечатать, я услышал от него много добрых слов, но сделать это не удалось. Второй раз «Дети Арбата» были заявлены «Октябрём», шёл уже 1978 год, но это тоже окончилось неудачей. А работа продолжалась. А. Т. Твардовский имел в руках только первую часть романа, потом, когда стало ясно, что опубликовать «Дети Арбата» не удаётся, я стал работать над второй частью, а когда роман был вторично «закрыт», написал третью его часть. Никто уже не верил, что «Дети Арбата» когда-нибудь будут напечатаны, даже мой самый большой друг, жена, не верила, а я не останавливался: все дела нужно доводить до конца.
- В 1988 году вышла вторая часть тетралогии, продолжение «Детей Арбата» — «Тридцать пятый и другие годы»;
  - после 1990 года «Тридцать пятый и другие годы» публикуется уже как первая часть романа «Страх» (поэтому возникает вопрос: считать ли серию тетралогией или трилогией),
- В 1990 году — роман «Страх»,
- В 1994 году — «Прах и пепел».

В 2004 году по мотивам романа «Дети Арбата» был выпущен многосерийный одноимённый фильм.
В тетралогии (трилогии) были использованы элементы биографии автора (Саша Панкратов).

## Сюжет
Роман воссоздаёт судьбы этого поколения, стремясь раскрыть механизм тоталитарной власти, понять «феномен» Сталина и сталинизма, и рассказывает о потерях и трагедии людей, кровью и страданиями оплативших преступления Сталина.
В центре романа находятся судьбы молодых людей — обитателей одного из домов на Арбате между Никольским и Денежным переулками (доходный дом Панюшева, где прошла юность и самого автора): Саши Панкратова из интеллигентной семьи, сына портного Юры Шарока, сестёр Нины и Вари Ивановых, дочери советского дипломата Лены Будягиной, Вики и Вадима Марасевичей — детей известного врача.
Эпизодический персонаж по имени Саша Панкратов (в то время школьник) фигурирует в написанной в 1975 году повести «Выстрел», где действие происходит в годы нэпа в том же арбатском доме.
1933—1936 годы. Тоталитарный режим входит в силу. Саша Панкратов на заседании партийного бюро встаёт на защиту заместителя директора Транспортного института, обвинённого в антипартийном поведении и срыве строительства общежития. Сам став мишенью и будучи исключён из института и комсомола, Саша вскоре был восстановлен, но это его уже не спасло. Он был обвинён в антисоветских настроениях, арестован, осуждён по 58-й статье и сослан в Сибирь. В Москве у него остаются мать, друзья и знакомая девушка — Варя Иванова, с которыми он переписывается в течение всей ссылки и влюбляется в Варю во время переписки.
1936—1939 годы. После убийства Кирова в стране начинается большая чистка, следствие поставлено на конвейер, люди арестовываются, ссылаются в лагеря и приговариваются к расстрелу тысячами. Саша возвращается в Москву в самый разгар террора, но не может остаться в Москве и уезжает сначала в Калинин, а потом в Уфу. Он считает, что Варя предала его, безрассудно выйдя замуж за бильярдиста, ресторанного кутилу и шулера Костю, но затем выгнавшая его, и потому разрывает с ней все отношения. Юра Шарок теперь работает в НКВД и сам причастен к арестам, допросам и пыткам. У Лены Будягиной арестовывают, судят и расстреливают отца, а впоследствии и мать, и теперь она с ребёнком — дочь не партийного функционера, а врага народа, и сама репрессирована. Нина Иванова избегает неминуемого ареста тем, что уезжает к жениху на Дальний Восток. Вадим Марасевич вынужден стать осведомителем НКВД, и по его доносам арестовывают близких ему людей. Страх делает людей палачами: никто никому не верит, все боятся друг друга. Саша по-прежнему скитается по стране. Варя, напрасно прождав его долгие годы, для спасения от молоха репрессий выходит замуж за надёжного, но нелюбимого человека, с которым у неё нет счастья.
1939—1943 годы. Сталин не верит тому, что грядёт война с Германией, и это дорого обходится стране. Саша Панкратов уходит на фронт и дослуживается до звания майора. Через десять лет разлуки во время Курской битвы Саша находит Варю, но она смертельно ранена и успевает только увидеть и узнать его. Признав, что был несправедлив к Варе, всё это время любившей и ждавшей его, Саша не видит смысла в дальнейшей жизни без неё, решает остаться рядом с ней и вскоре гибнет в бою с немцами. Саша и Варя, наконец, воссоединяются, когда их хоронят в одной могиле.

## Общественный резонанс
Роман-тетралогия «Дети Арбата» вызвал огромный общественный резонанс в перестроечном СССР.

### Оценки за рубежом
Президент США Рональд Рейган сказал:
Мы рукоплещем Горбачёву за то, что он вернул Сахарова из ссылки, за то, что опубликовал романы Пастернака «Доктор Живаго» и Рыбакова «Дети Арбата».
 Так роман стал политическим фактором, частью мировой разрядки.

### Оценки советских диссидентов
В то же время Иосиф Бродский в интервью радио «Свобода» и газете «Мысль» публично назвал трилогию макулатурой.
«Вопрос:
   
— Что вы думаете о публикации книги Рыбакова „Дети Арбата“?
Бродский:
— Что я могу думать о макулатуре?
Вопрос:
— Но ведь книга пользуется фантастической популярностью?
Бродский:
   
— Разве так редко макулатура пользуется популярностью?»

## Экранизация
В 2004 году вышел телесериал «Дети Арбата».

## Театральные постановки
1987 — Омский академический театр драмы. Постановка Ф. Григорьяна. Роли исполняли: Сталин — Ю. Ицков, Саша Панкратов — А. Яценковский, Софья Александровна Панкратова — Н. Василиади, Марк Рязанов — В. Решетников, Березин — Б. Каширин, Юра Шарок — Д. Лебедев.
1988 — Калининский драматический театр. Постановка В. Персикова. Роли исполняли: Сталин — В. Синицкий, Саша Панкратов — Б. Лифанов, Софья Александровна Панкратова — З. Андреева, Марк Рязанов — А. Чуйков, Березин — Л. Брусин, Варя — Н. Михайленко.